# Сватошицы (Дубровенский район)
Сватошицы (бел. Сваташы́цы) — агрогородок в Дубровенском районе Витебской области Республики Беларусь. Входит в состав Добрынского сельсовета.

## География
Расположен в 13 км напрямую на юго-восток от города Дубровно, в 115 км от Витебска, в 18 км от железнодорожной станции Осиновка.

### Гидрография
Через агрогородок протекает река Дубровенка (Задубровенка).

## История
В 1924-1954 годах центр Сватошицкого сельсовета. До 17 июля 1964 года деревня входила в состав Малабаховского сельсовета.
В 2009 году деревня Сватошицы преобразована в агрогородок.

## Население

### Численность
- 2009 год — 338 человек

### Динамика
- 2001 год — 412 жителей, 140 дворов[4]
- 2009 год — 338 человек (перепись населения)

## Инфраструктура
- Средняя школа
- Клуб
- Библиотека
- Отделение почтовой связи
- Фельдшерско-акушерский пункт
- Комплексно-приёмный пункт
- Торговые объекты

## Культура
- Дом культуры
- Библиотека
- Музей

## Достопримечательность
- Курганный могильник периода раннего Средневековья (IX–XIII вв.), на южной окраине агрогородка —  Историко-культурная ценность Республики Беларусь, шифр 213В000474.
- Братская могила советских воинов.
- Памятник землякам, которые погибли в Великой Отечественной войне.